# Catocala leucomelas
Catocala leucomelas là một loài bướm đêm trong họ Erebidae.